# Caroline Pierce
Caroline Pierce (Henderson, Nevada; 12 de septiembre de 1974) es una ex-actriz pornográfica estadounidense.
Ha aparecido en más de 350 películas pornográficas para varias compañías, entre las que destacan Metro, Arrow, Bang Bros. y Rodney Moore. Fue una de las actrices principales en la película The Fashionistas de John Stagliano, que ganase el premio AVN a mejor película en el 2003. Ella es más conocida por interpretar a Andrómeda Strange en la película de terror para adultos Slaughter Disc.

## Premios
- 2007 Premios AVN – Mejor Escena de Sexo en Grupo, Video – Fashionistas Safado: The Challenge[1]
- 2009 Premios AVN – Escena de Sexo Outrageous – Night of the Giving Head[2]